# 明石市歌
「明石市歌」（あかししか）は、兵庫県明石市が1929年（昭和4年）に制定した市歌である。作詞・尾上柴舟、作曲・岡野貞一。

## 解説
1929年（昭和4年）に市制10周年を記念し、詩人・国文学者の尾上柴舟に作詞、東京音楽学校教授の岡野貞一に作曲を依頼して作成された。同年10月26日、市議会の議決を経て11月1日付で制定する旨が告示され、現在に至る。兵庫県内で現存する市歌としては最古の楽曲であり、2010年（平成22年）には市制90周年と市歌制定80周年を記念して明石フィルハーモニー管弦楽団演奏の「オーケストラ伴奏」、ジャズ調にアレンジした「ピアノ伴奏2009」、制定当初の伴奏を再現した「ピアノ伴奏（オリジナル）」など10通りのバージョンを収録したCDが、作成・頒布された。